# Каримов, Джамшид
Джамшид Каримов (узб. Жамшид Каримов, рус. Джамшид Каримов; род. 1967) — узбекский журналист-расследователь, известный своей критикой администрации президента Узбекистана Ислама Каримова, который был его дядей. Каримов провёл значительное время в заключении, включая принудительное психиатрическое лечение.

## Исчезновение и заключение (2006–2011)
12 сентября 2006 года Каримов отправился навестить свою мать, Маргариту, в больнице Джизака, но домой не вернулся. Его брат Алишер сообщил об исчезновении. 14 сентября его друг и коллега, журналист Улугбек Хайдаров, был арестован в Джизаке по обвинению в вымогательстве.
20 сентября глава регионального отделения Службы национальной безопасности Марат Халтурдиев охарактеризовал исчезновение Каримова как «личное дело». Шведская журналистка Элин Йонссон, знакомая с Каримовым и Хайдаровым, сообщила, что ранее они выражали обеспокоенность своей безопасностью и планировали получить визы в Швецию.
22 сентября уголовный суд Джизака постановил о шестимесячном принудительном психиатрическом лечении Каримова. Он был помещён в психиатрическую больницу в Самарканде, где его жена долгое время не могла его навестить. Комитет по защите журналистов призвал правительство немедленно освободить Каримова и Хайдарова и прекратить преследование их семей. Однако в последующие годы срок его заключения неоднократно продлевался без дополнительных судебных решений.

## Освобождение и повторное исчезновение (2012)
В октябре 2011 года, примерно во время визита госсекретаря США Хиллари Клинтон в Ташкент, Каримов был освобождён из больницы. Сообщалось, что его здоровье ухудшилось из-за получаемых медикаментов.
В январе 2012 года Каримов снова исчез. Его друг Хайдаров сообщил, что 10 января во время телефонного разговора Каримов упомянул о планах написать книгу о своём дяде, после чего связь прервалась. По состоянию на май 2012 года местонахождение Каримова оставалось неизвестным. Организации, такие как «Репортёры без границ», предполагали, что он может быть среди десятков узбекских журналистов, находящихся в заключении.
В ноябре 2016 года имя Каримова вновь появилось в списке заключённых журналистов, опубликованном Комитетом по защите журналистов, после того как его местонахождение было установлено журналистом регионального новостного сайта AsiaTerra. 18 ноября 2016 года дочь Каримова сообщила, что он был насильно возвращён в психиатрическую клинику в январе 2012 года без судебного разбирательства и страдает от хронических заболеваний.

## Освобождение из психиатрической клиники
В феврале 2017 года Джамшид Каримов был освобождён из психиатрической больницы в Самарканде, где он провёл более десяти лет на принудительном лечении. Его освобождение стало возможным после обращения его дочери в виртуальную приёмную президента Шавката Мирзиёева. Каримов отметил, что без этой помощи он мог бы не выжить: «Мирзиёев спас мне жизнь… ещё один год там – и я бы сыграл в ящик».

## Жизнь после освобождения
После выхода на свободу Каримов столкнулся с рядом трудностей. У него отсутствовали паспорт и прописка, что препятствовало получению пенсии и других социальных выплат. Только в мае 2018 года ему удалось получить паспорт, что позволило оформить пенсию. Однако финансовое положение оставалось тяжёлым: в августе 2018 года из-за долгов за коммунальные услуги ему отключили газ, воду и электричество .
Длительное пребывание в психиатрической клинике негативно сказалось на здоровье Каримова. У него диагностированы гломерулонефрит, хронический панкреатит и воспаление тройничного нерва. Несмотря на освобождение, он продолжает сталкиваться с трудностями в повседневной жизни, включая ограниченный доступ к медицинской помощи и социальным услугам.

## Текущий статус
На данный момент Джамшид Каримов проживает в Джизаке. Его история остаётся примером сложной ситуации, в которой могут оказаться независимые журналисты в странах с ограниченной свободой слова.